# 蝾螈定
蝾螈定是多种有尾目动物的皮肤腺产生的有毒生物碱，化学式为C21H31NO3。它可以（N-乙酰基）蝾螈酮为原料，经多步反应制得。